# 디지털 이미지

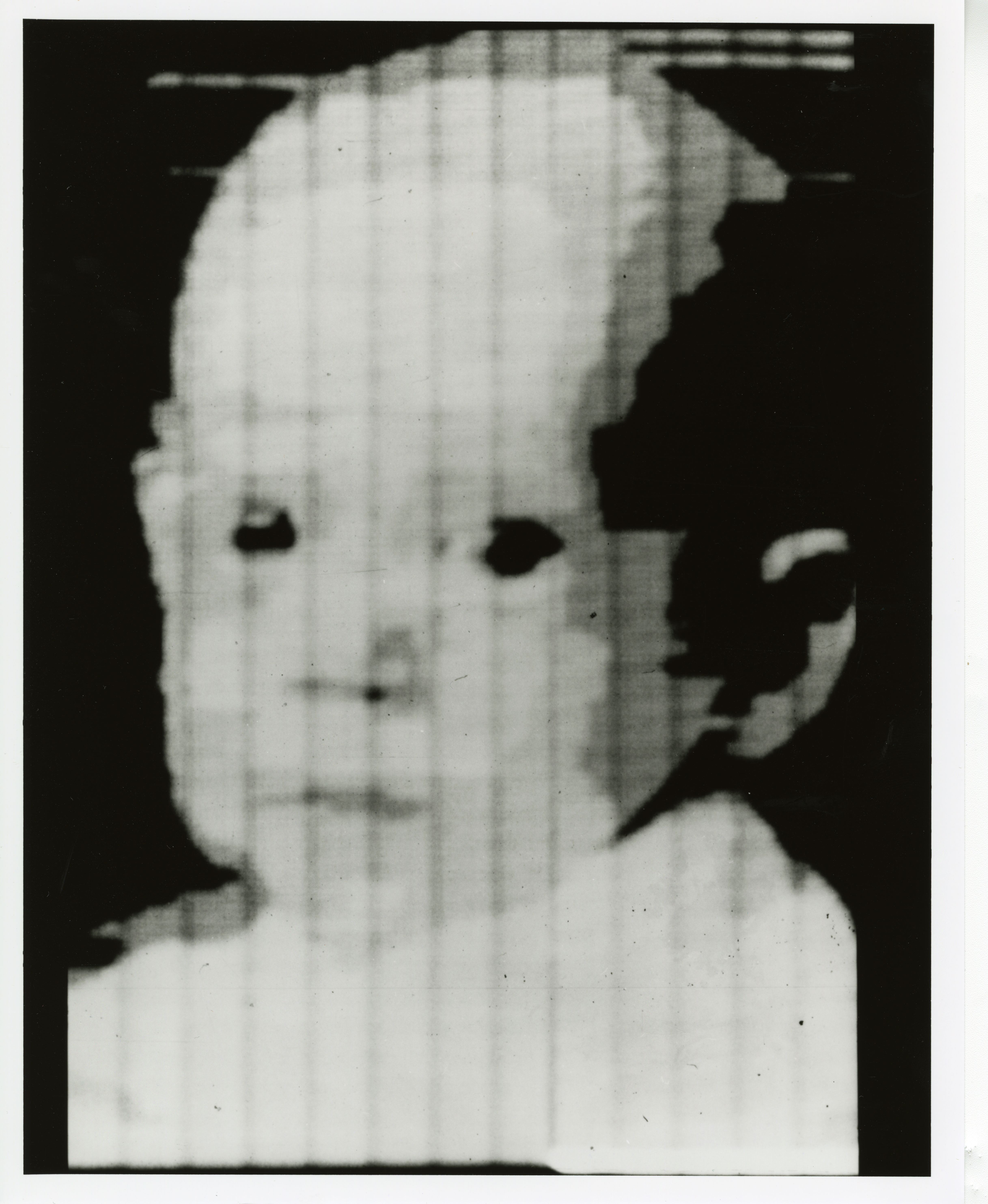
1957년 SEAC에 의해 수행된 최초의 스캔

디지털 이미지(Digital Image) 또는 "이미지"라고 불리는 용어는 디지털 카메라를 이용하여 현실세계의 사물을 촬영하거나 스캐너를 이용하여 사진이나 그림을 디지털 형태로 받아들인 것을 가리킨다.
디지털 이미지는 디지털 카메라에서처럼  원본 데이터를 이미지 센서에서 표준 이미지 파일 포맷의 색깔 수정 이미지로 변환하는 전용 디지털 영상 처리 프로세서를 필요로한다. 이러한 이유로 컴퓨터상에서 이미지(또는 이미지파일)는 래스터 그래픽 형태의 픽셀 단위의 정보를 갖는다.
일반적으로 이러한 이미지는 벡터 그래픽과 구별될 수 있기에, 편의상 디지털 이미지를 "이미지"로  벡터 드로윙 그래픽은  "그래픽"으로 구분하여 부르는 경향이 있다.
그러나 디지털 이미지이건  벡터 그래픽이건 컴퓨터상에서 디지털 정보로 처리되므로 둘 다를 가리킬 때에는 "그래픽(그래픽스)"이라는 용어를 사용하기도 한다.

## 같이 보기
- 디지털 사진
- 벡터 드로잉 프로그램
- 이미지 편집 프로그램
- 컴퓨터 그래픽
- 디지털 화상 처리
- 그래픽 소프트웨어